# Messas
Messas é uma comuna francesa na região administrativa do Centro, no departamento Loiret. Estende-se por uma área de 5,2 km². Em 2010 a comuna tinha 977 habitantes (densidade: 187,9 hab./km²).